# Осиковий Гай (садиба)
Садиба Левашових-В'яземских — руїнований пам'ятник присадибної архітектури у селищі Осиковий Гай (нині Виборгский район Санкт-Петербурга) близько 4 км від селища Пісочний.
Один з численних петербургских об'єктів, розміщених у 1990 році під охороною ЮНЕСКО.
У 1770-х в Осиковому Гаї стояла мізерна вілла князя Г. А. Потьомкіна, де у  у травні 1778 гостила імператриця Катерина II. Від враженням від місцезнаходження вона писала барону Грімму:
Садиба з дерев'яним господарським будинкомі службовими приміщеннями побудовані в епоху москаля классицизму, на межі XVIII - XIX століття. Присадибний будинок був споруджений на замовлення княгині К. Н. Лопухіної професором архітектури У. І. Беретти у 1828—1830 роках. По тому ж проекту вибудуваний присадибний будинок Зинов'євих на Богословській поляні
У 1847 г. П. П. Лопухін продав Осиковий Гай графу У. У. Лєвашову. Тут у графині Ольги Лєвашової часто збиралися прибічники продовження ліберальних перетворень, задуманих Олександром II. Її дочці Катерина та Марія Володимирівна (жінка князя Л. Д. В'яземского) у початку XX віки стали розпродувати присадибні землі під забудову. Останнім власником Осикового Гаю був син Марії, князь Б. Л. В'яземский.
В радянську пору присадибний будинок використовував для розміщення воєнної частини, відтак пристосований під дім спочинку. Через рік після отримання охоронного статусу ЮНЕСКО пам'яток згорів і після цього не відновлювався.